# Ulises Ojeda
Ulises Rodrigo Ojeda (Buenos Aires, Argentina; 2 de noviembre de 1995) es un futbolista argentino que se desempeña como mediocampista ofensivo y actualmente milita en Deportes Concepción de la Primera B de Chile.

## Trayectoria
Nacido en Buenos Aires fue jugador de las divisiones inferiores de Huracán, hasta que sufrió una fractura de tibia y peroné a los 18 años. Luego sufrió una Lesión del ligamento cruzado anterior. Tras recuperarse de la lesión, se unió a Cañuelas, ganando el Campeonato Transición de Primera C 2020.
Tras Cañuelas, defendió en su país las camisetas de Estudiantes de San Luis, EFI Juniors, Cipolletti, Huracán de San Rafael y nuevamente Cañuelas.
En junio de 2024 se trasladó a Chile, fichando por Deportes Concepción, ganando el torneo de Segunda División 2024.

## Clubes
| Club                    | País      | Año       |
| ----------------------- | --------- | --------- |
| Cañuelas                | Argentina | 2018-2021 |
| Estudiantes de San Luis | Argentina | 2022      |
| EFI Juniors             | Argentina | 2022      |
| Cipolletti              | Argentina | 2023      |
| Huracán de San Rafael   | Argentina | 2023-2024 |
| Cañuelas                | Argentina | 2024      |
| Deportes Concepción     | Chile     | 2024-Act. |

## Palmarés

### Campeonatos nacionales
| Título           | Equipo              | País      | Año             |
| ---------------- | ------------------- | --------- | --------------- |
| Primera C        | Cañuelas            | Argentina | Transición 2020 |
| Segunda División | Deportes Concepción | Chile     | 2024            |